# Яшмак
Яшмак (з тур. yaşmak, «вуаль») — це турецький і туркменський тип покривала або niqāb, яким жінки закривають обличчя в громадських місцях. Нині в Туреччині майже не використовується. Однак у Туркменістані його все ще носять деякі одружені жінки в присутності старших родичів чоловіка.

## Опис
На відміну від звичайної вуалі, яшмак складається з головної пов'язки і вуалі в одному, таким чином, складається з двох шматків тонкого мусліну, один зав'язаний на обличчі під носом, а другий — на лобі, що покриває голову.
Яшмак також може включати прямокутник із плетеного чорного кінського волоса, прикріплений близько до скронь і нахилений донизу, як навіс, щоб закривати обличчя, який називається peçe. Або це може бути вуаль, покрита шматочками мережива, з прорізами для очей, зав'язана за головою шнурками та іноді підтримується на носі маленьким шматочком золота.